# Sousa plumbea
La Susa indiana o Susa dell'Oceano Indiano (Sousa plumbea [Cuvier, 1829]), è un cetaceo odontoceto della famiglia Delphinidae.

## Descrizione

Paragone tra le dimensioni della susa indiana e quelle di un uomo

Gli adulti misurano 2 o 3 m e pesano circa 150-230 kg, i cuccioli misurano mediamente un metro. La colorazione degli adulti varia dal bianco al grigio scuro.

## Biologia
È generalmente difficile da avvicinare e evita le imbarcazioni immergendosi.
Gli adulti possono rimanere in apnea per circa 8 minuti mentre i piccoli per non più di 3 minuti.
Sono animali socievoli e si spostano in piccoli gruppi di circa 4 individui. Si ciba principalmente di pesci.

## Distribuzione
Abita lungo la costa orientale dell'Africa, nel Mar Rosso e lungo le coste di tutta l'India.